# Stadio Giuseppe Ostani
Template:DEL
Lo stadio comunale di Castelfranco V.to , intitolato a una figura storica della società Giorgione calcio 1911
1. ↑   giorgionecalcio.it, su www.giorgionecalcio.it. URL consultato il 16 agosto 2025.